# Pandèmia de COVID-19 a Albània
L'expansió de la pandèmia per coronavirus de 2019-2020 es confirmà a Albània a partir del 8 de març del 2020 quan es van detectar dos cas simultanis de persones contaminades per Covid-19, un pare i el seu fill que havia tornat recentment de Florència. La primera mort va ocórrer a Dürres l'11 de març.
En data del 18 de maig es comptaven 948 casos confirmats, 727 persones guarides i 31 morts a Albània.

## Cronologia

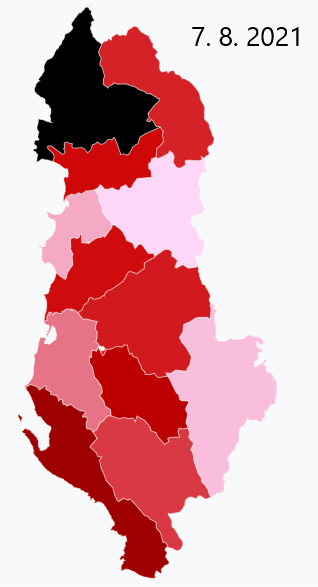
Mapa de municipis amb casos confirmats (en vermell) de Covid-19 (el 27 de març de 2020)

El 8 de març del 2020, es van confirmar els dos primers casos de Covid-19 a Albània. Es tractava d'un home que havia viatjat a Florència, i el seu pare. L'endemà el ministeri de Salut i Protecció Social va anunciar que 65 persones havien fet la prova i que dues d'elles tenien un resultat positiu.
El 10 de març, les proves pujaren a 114 i confirmaren 10 casos d'infecció. Entre aquests, sis havien estat en contacte proper amb els dos primers infectats mentre que els dos altres no hi havien tingut cap relació. El president Ilir Meta va fer una crida per tal que els doctors retirats vinguessin ajudar, i lluitar contra el virus. El mateix dia, es va descobrir que una estatunidenca del Maryland s'havia contagiat després de visitar Albània i d'haver passat una estona en un aeroport turc.
L'endemà, un total de 241 persones havien fet la prova i 15 d'ells havient tingut resultats positius. 12 d'aquells casos eren contactes propers del primer cas, mentre que els dos altres eren de Tirana i Lushnjë. També es va anunciar la primera mort, la d'una dona gran a Durrës.
El 12 de març, la viceministra de Salut i Protecció Social, Mira Rakacolli, va afirmar que, durant les darreres 24 hores, 145 individus havien passat la prova de Covid-19. Arran de les anàlisis, es va saber que hi havia 23 casos positius. Entre aquests, 18 pacients eren asimptomàtics o en autoaïllament i en canvi 5 foren hospitalitzats. Al capdavall, un total de 0134 persones feien aleshores una quarantena.
El dia 15, es confirmaren 42 casos addicionals; 17 persones es veieren hospitalitzades, tot i que per a tres d'elles la malaltia tenia poca intensitat.

## Dades estadístiques
Evolució del nombre de persones infectades amb COVID-19 a Albània
Evolució del nombre de casos confirmats per dia a Albània
Evolució del nombre de persones guarides del COVID-19 a Albània
Evolució del nombre de morts del COVID-19 a Albània
Síntesi de tots els casos confirmats a Albània